# Мелкадзе, Исидор Германович
Исидор Германович Мелкадзе (25 июля 1907 года, Самтредиа, Кутаисский уезд, Кутаисская губерния, Российская империя — неизвестно, Самтредиа, Грузинская ССР) — заведующий отделом сельского хозяйства Самтредского района, Грузинская ССР. Герой Социалистического Труда (1951).

## Биография
Родился в 1907 году в селении Самтредиа Кутаисского уезда. Окончил сельскохозяйственный институт, после которого трудился в сельском хозяйстве Грузинской ССР. В годы Великой Отечественной войны участвовал в оборонительных мероприятиях, за что был награждён медалью «За оборону Кавказа». В послевоенное время — заведующий отделом сельского хозяйства Самтредского района.
В 1949 году обеспечил перевыполнение в целом по району плана сбора урожая сортового зелёного чайного листа на 17,6 %. Указом Президиума Верховного Совета СССР от 19 апреля 1951 года удостоен звания Героя Социалистического Труда за «перевыполнение плана сбора урожая сортового зелёного чайного листа, цитрусовых плодов и винограда в 1949 году» с вручением ордена Ленина и золотой медали «Серп и Молот» (№ 5848).
Этим же указом званием Героя Социалистического Труда были награждены первый секретарь Самтредсткого райкома партии Виссарион Ясонович Курашвили, председатель Самтредтского райисполкома Михаил Онисимович Нишнианидзе и главный районный агроном Георгий Самсонович Стуруа.
По итогам работы в годы Семилетки (1959—1965) награждён Орденом «Знак Почёта».
После выхода на пенсию проживал в Самтредиа. Дата смерти не установлена.
Награды
- Герой Социалистического Труда
- Орден Ленина
- Орден «Знак Почёта» (22.06.1966)
- Медаль «За оборону Кавказа» (01.05.1944)